# He Can Be Mine
«He Can Be Mine» es una canción compuesta e interpretada por la cantante estadounidense Jeannie Seely. Fue publicada en agosto de 1974 como un sencillo sin álbum.

## Antecedentes
El sencillo de Jeannie Seely de 1966, «Don't Touch Me», la llevó al estrellato comercial en el ámbito country y durante las dos décadas siguientes seguiría cosechando éxitos en las listas. En 1973, ella firmó un contrato con MCA Records y su primer sencillo, «Can I Sleep in Your Arms», llegó al top 10. Le seguirían varias entradas más en el top 40, entre ellas «He Can Be Mine». La balada country fue compuesta por la propia Seely y contó con la producción de Walter Haynes.

## Recepción de la crítica
Un escritor no especificado de la revista Cash Box declaró: “Una melodía chispeante, tiene una sensación góspel muy definida que cautivará inmediatamente al oyente. Jeannie está hablando de su hombre y cuando la escuchas hablar deseas ser su hombre. El arreglo es completo y las voces de fondo están orientadas al góspel creando un efecto sorprendente”.

## Lista de canciones
7-inch single – MCA-40287
1. «He Can Be Mine» – 2:46
2. «So Was He» – 2:37

## Posicionamiento
| Gráfica (1974)                                 | Pico de posición |
| ---------------------------------------------- | ---------------- |
| Canadá (RPM Country Playlist)                  | 13               |
| Estados Unidos (Billboard Hot Country Singles) | 26               |